# Кичеев, Пётр Григорьевич
Пётр Григо́рьевич Киче́ев (27 декабря 1804 (8 января 1805), Москва — не ранее 24 февраля (8 марта) 1875) — русский мемуарист, автор статей на исторические темы.
Сын учителя словесности в доме графа Мамонова. В молодости имел масонские взгляды. Издал отдельными книгами: «Воспоминания о пребывании неприятеля в Москве в 1812 г.» (М., 1859), «Из недавней старины» (М., 1870) и написал ряд статей и воспоминаний: «Салтычиха» («Русский Архив», 1865); «Еще несколько слов об Е. А. Баратынском» (там же, 1866) и др.

## Сочинения
- Еще несколько слов о Е.А. Баратынском // Русский архив, 1868. – Изд. 2-е. – М., 1869. – Стб. 866-872. Архивная копия от 27 декабря 2013 на Wayback Machine
- Из семейной памяти. Рассказ первый. А.В. Марков // Русский архив, 1865. – Изд. 2-е. – М., 1866. – Стб. 972-982. Архивная копия от 27 декабря 2013 на Wayback Machine, 1866. – Вып. 2. – Стб. 185-203. Архивная копия от 27 декабря 2013 на Wayback Machine
- Из семейной памяти. Рассказ второй. Граф М.А. Дмитриев-Мамонов // Русский архив, 1868. – Изд. 2-е. – М., 1869. – Стб. 91-102. Архивная копия от 27 декабря 2013 на Wayback Machine
- Салтычиха // Русский архив, 1865. – Изд. 2-е. – М., 1866. – Стб. 641-652. Архивная копия от 27 декабря 2013 на Wayback Machine